# Beppe Grillo
Giuseppe Piero Grillo, mais conhecido como Beppe Grillo (Gênova, 21 de julho de 1948), é um comediante, blogueiro e político italiano. Fundou em 2009 o Movimento 5 Estrelas, que se transformou na terceira maior força política italiana — e no maior partido individualmente considerado — após as eleições gerais de 24 e 25 de fevereiro de 2013.

## Carreira artística e vínculo com o Brasil
Grillo começou a atuar na televisão italiana na década de 1970 a convite do apresentador Pippo Baudo. Nos anos 1980, tornou-se célebre graças a série humorística em que apresentava aos italianos aspectos da realidade quotidiana nos Estados Unidos e no Brasil.
Os episódios sobre o Brasil (Te lo do io il Brasile), exibidos originalmente na RAI em 1984, estão repletos de imprecisões (por exemplo, cena externa do Shopping Eldorado de São Paulo abre sessão sobre os hábitos de consumo dos "cariocas"), mas projetaram imagem favorável do País com um humor relativamente ingênuo e ênfase na música popular brasileira.

## Carreira política
Em 2009, após frustrada tentativa de se filiar ao Partido Democrático de Pier Luigi Bersani, Grillo fundou com seu sócio no blog beppegrillo.it, Gianroberto Casaleggio, o Movimento 5 Estrelas, com plataforma populista de protesto à classe política tradicional, à política econômica dos Governos de Silvio Berlusconi e Mario Monti, e às diretrizes de austeridade da União Europeia.
Beneficiado pelo agravamento da crise na Eurozona, Grillo obteve histórico resultado nas eleições italianas de fevereiro de 2013, garantindo a seu movimento 25,5% dos votos e 108 cadeiras na Câmara dos Deputados e 23,7% dos votos e 54 cadeiras no Senado. Seu êxito afetou o desempenho esperado dos democratas de Bersani, e deixou a Itália, uma vez mais, em impasse político-administrativo.
Por meio de post em seu blog no dia 27 de fevereiro de 2013, Grillo afastou qualquer possibilidade de participar de governo de coalizão com o Partido Democrático, tendo chamado Pier Luigi Bersani de "morto que fala" (morto che parla) - referência irônica ao filme 47 morto che parla (1950), estrelado pelo grande comediante italiano Totò. Grillo, por sua vez, foi chamado de "palhaço" pelo político alemão Peer Steinbrück, líder do Partido Social-Democrata, alinhado com o grupo de centro-esquerda de Bersani. O epíteto "palhaço" foi igualmente utilizado pela revista britânica The Economist em relação a Grillo - e também a Sílvio Berlusconi - na capa de suas edições europeia e americana de 2 de março de 2013 ("Que venham os palhaços: como a desastrosa eleição italiana afeta o futuro do euro").